# سروایور سریز (۲۰۱۶)
سروایور سریز (۲۰۱۶) (به انگلیسی: Survivor Series) یک رویداد غیر رایگان (Pay-Per-View) در کشتی حرفه‌ای می‌باشد که توسط کمپانی دبلیودبلیوئی برای هردو برَند راو و اسمک‌دَون تهیه می‌شود و این دوره اش هم در ۲۰ نوامبر ۲۰۱۶ در مجموعه ورزشی ایر کانادا سنتر شهر تورانو استان انتاریو برگزار شد. این سیزدهمین رویداد تحت عنوان سروایور سریز بود. بعد از خرابکاری مونترآل در سروایور سریز سال ۱۹۹۷ این اولین سروایور سریز در کانادا بود. برای اولین بار این رویداد چهار ساعت به طول انجامید.
هشت مسابقه در این رویداد انجام شد که دوتای آن‌ها در پیش نمایش یا مسابقه آغازین بود. مسابقه اصلی مسابقه گُلدبرگ بود که پس از دوازده سال به رینگ بازگشته بود در مقابل براک لزنر که دوازده سال پیش از گلدبرگ شکست خورده بود؛ گلدبرگ در این مسابقه طی ۱ دقیقه و ۲۶ ثانیه حرکات تمام‌کننده خود را روی لزنر انجام داد و او را شکست داد.

## زمینه‌سازی

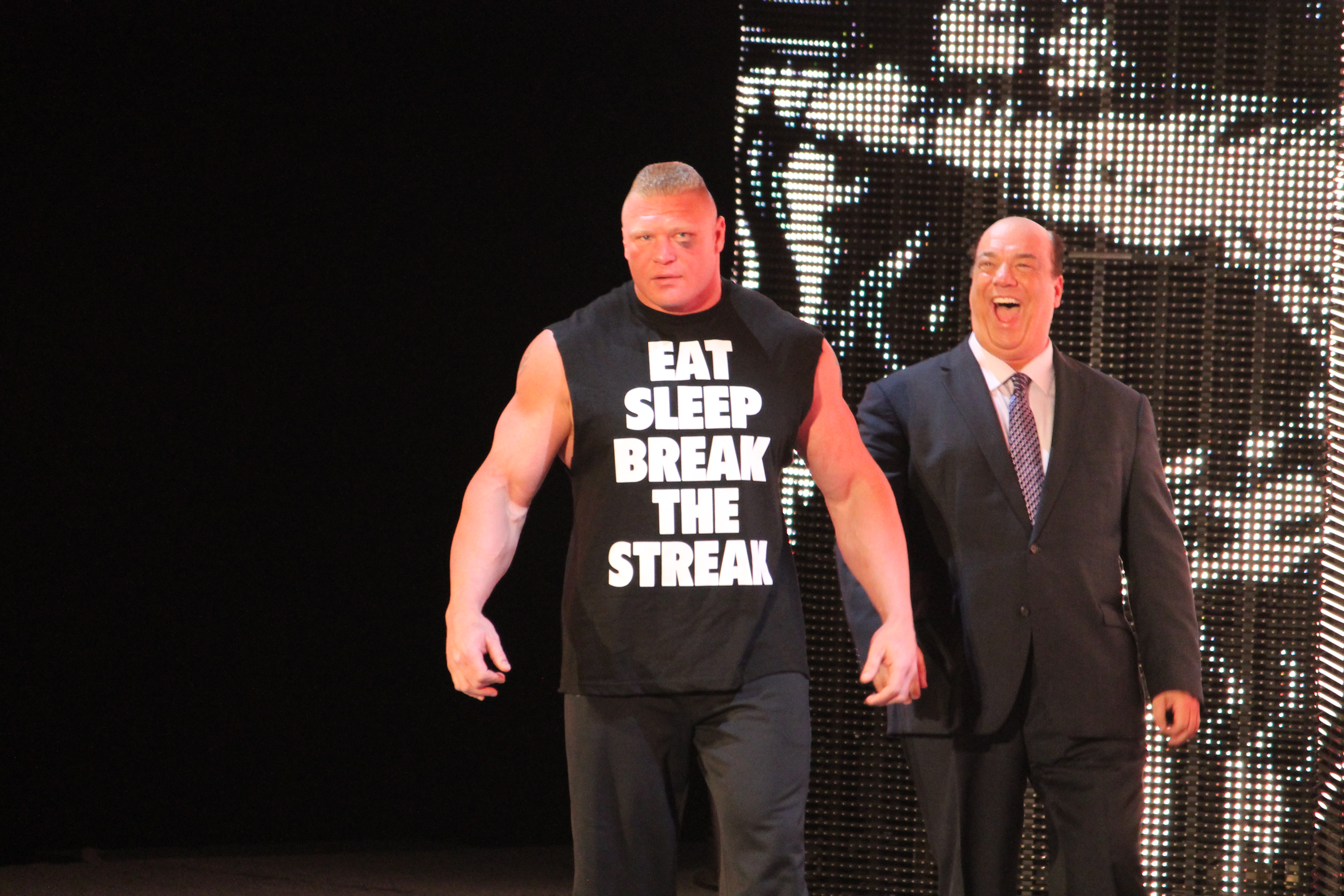
ورود براکو پاول

سروایور سریز شامل مسابقاتی بین دشمنی‌های موجود، ماجراهای پیش آمده و استوری‌هایی خواهد بود که پیش از این در برنامه‌های راو یا اسمک داون پخش شده بود. کشتی‌گیرها با توجه به مسابقات یا سری اتفاقاتی که برایشان رخ می‌دهد و تنش را به حد اکثر می‌رساند، نقش منفی یا قهرمان به خود می‌گیرند.

## نتایج
| #                                                     | مسابقه | نوع مسابقه | مدت زمان |
| ----------------------------------------------------- | --- | --- | -------- |
| ۱                                                     | تیم اسمکدان (ای‌جی استایلز، دین امبروز، بری وایت، رندی اورتن و شین مکمن)(با همراهی جیمز اِلزوُرث) پیروز مقابل تیم راو (کوین اونز، کریس جریکو، رومن رینز، براون استرومن و ست رالینز) | مسابقه تگ تیم پنج نفره نابودی سروایور سریز                                                                                                  | 52:55    |
| ۲                                                     | تیم راو (شارلوت فلیر, نایا جکس, بِیلی، ساشا بنکس، و آلیشا فاکس) (با همراهی دِینا بروک) پیروز مقابل تیم اسمک‌داون (نیکی بِلا، بکی لینچ، الکسا بلیس, کارملا, و نِیومی) (با همراهی ناتالیا) | مسابقه تگ تیم پنج نفره نابودی سروایور سریز                                                                                                  | 17:30    |
| ۳                                                     | تیم راو (د نو دی (بیگ ای، کوفی کینگستون و/یا زِیویِر وودز) (c)، لوک گالوز و کارل اندرسون، اِنزو اَموره و بیگ کَس، شیمس و سِزارو و د شاینینگ استارز (پریمو و اپیکو)) پیروز مقابل تیم اسمک‌داون(هیث اسلیتر و راینو، د هایپ بروز (زک رایدر و موجو راولی)، امریکن آلفا (جیسون جوردن و چاد گیبل)، د اوسوس (جیمی و جی اوسو) و بریزانگو (فاندانگو و تایلر بریز)) | مسابقه تگ تیم ده نفره نابودی سروایور سریز                                                                                                   | 18:55    |
| ۴                                                     | گُلدبِرگ پیروز مقابل براک لزنر (با همراهی پل هیمن) | مسابقه تک نفره | 1:26     |
| ۵                                                     | د میز (c) (با همراهی ماریس) پیروز مقابل سمی زین | مسابقه تک نفره برای قهرمانی کمربند بین قاره‌ای؛ در صورت پیروزی زین، کمربند به راو منتقل می‌شد.                                                | 14:05    |
| ۶                                                     | براین کندریک (c) پیروز مقابل کالیستو با سلب صلاحیت | مسابقه تک نفره برای قهرمانی کمربند میان‌وزن دبلیودبلیوئی(CWC)؛ اگر کالیستو پیروز میشد، تمامی کشتی‌گیران بخش میان‌وزن به اسمک‌داون منتقل میشدند. | 12:25    |
| - (c) – نشان‌دهنده قهرمان(هایی) است که به میدان می‌روند | | |          |